# (17768) Tigerlily
(17768) Tigerlily (1998 EO8) – planetoida z pasa głównego asteroid okrążająca Słońce w ciągu 5,19 lat w średniej odległości 2,99 j.a. Odkryta 3 marca 1998 roku.